# Heinrich II. (Chur)
Heinrich II.  war von 1180 bis 1193/94 bis zu seinem Tod Bischof von Chur.

## Leben
Seine Herkunft ist unklar, er entstammt möglicherweise der Konstanzer Ministerialenfamilie Arbon. Heinrich war Domherr in Chur und Salzburg. Er war seit 1180 Bischof von Chur, seine Weihe erfolgte jedoch erst zwischen Juni 1183 und Juli 1185. Heinrich ist häufig in der Umgebung Kaiser Friedrichs I. bezeugt, so beschwor er 1183 den Friede von Konstanz zwischen Friedrich und dem Lombardenbund und war Teilnehmer am Mainzer Hoftag von 1184. Er begleitete Friedrich auf dessen letzten Italienfeldzug 1184 bis Verona. Sein Bistum verfiel durch Heinrichs Misswirtschaft. Daraufhin strengte das Domkapitel einen Prozess gegen den Bischof bei Papst Coelestin III. an, der Ende 1193 oder 1194 zur Amtsenthebung Heinrichs führte.